# Nekrolog 4. Quartal 1995
Nekrolog
◄◄
| ◄
| 1991
| 1992
| 1993
| 1994
| 1995 | 1996 | 1997 | 1998 | 1999 | ► | ►►
1. Quartal |
2. Quartal |
3. Quartal |
4. Quartal 1995
Weitere Ereignisse | Allgemeiner Nekrolog 1995
Die Beschreibung der verstorbenen Person sollte so kurz wie möglich gehalten sein und nur deren signifikante Tätigkeit(en) enthalten.
Neue Namen ggf. auch unter dem Geburts- und Sterbedatum, also etwa unter 1. Januar und im Geburts- und Sterbejahr (2024) eintragen (nur bei entsprechender großer Wichtigkeit). Für Beispiele siehe die schon vorhandenen Artikel.
Außerdem über die fünf zuletzt Verstorbenen, zu denen es einen ausreichend guten Artikel für eine Präsentation auf der Hauptseite gibt, nach der todesbedingten Überarbeitung der Artikel ggf. auch unter Wikipedia Diskussion:Hauptseite informieren und sie am besten auch in den anderen Wikipedia-Sprachversionen eintragen. Tipp: Regelmäßig bei news.google.de nach „ist tot“, „gestorben“ oder „verstorben“ suchen.
Wenn eine Person gestorben ist, gibt es viele Seiten zu dieser Person in der Wikipedia, die davon auch betroffen sind und entsprechend aktualisiert werden müssen. Beispiele: Namenübersichtsseite, Geburtsjahr, Geburtsort-Seiten und viele mehr.
Wie finde ich die betroffenen Seiten?
Im Suchfeld auf der linken Seite gibt man den Suchbegriff so ein: „Vorname Nachname“. Dann klickt man auf Volltext und alle Seiten mit entsprechendem Suchtext werden aufgerufen. Hier sieht man dann schnell, wo auch das Todesjahr Sinn macht oder sogar ein Teil des Artikels angepasst werden muss. Auch hilft das „Werkzeug“ auf der linken Seite sehr gut, um solche Seiten aufzufinden: „Links auf diese Seite“. Somit ist die Wikipedia wieder aktuell in allen Bereichen! Hinweis: bei Eintragung der Kategorie „Gestorben JAHR“ wird der Missbrauchsfilter 49 ausgelöst, was jedoch nicht schlimm ist. Siehe: Spezial:Missbrauchsfilter/49
Dies ist eine Liste von im vierten Quartal 1995 verstorbenen bekannten Persönlichkeiten. Die Einträge erfolgen innerhalb der einzelnen Daten alphabetisch sortiert. Tiere sind im Nekrolog für Tiere zu finden.

## Oktober
| Tag         | Name                                     | Beruf, bekannt als                                                                                              | Alter | Beleg |
| ----------- | ---------------------------------------- | --- | ----- | ----- |
| 1. Oktober  | Margaret Gorman                          | US-amerikanische Schönheitskönigin (Miss America 1921)                                                          | 90    |       |
| 1. Oktober  | Henry P. Smith                           | US-amerikanischer Politiker                                                                                     | 84    |       |
| 1. Oktober  | Horst Steiger                            | österreichischer Fußballspieler                                                                                 | 25    |       |
| 2. Oktober  | Helmut Degen                             | deutscher Komponist                                                                                             | 84    |       |
| 2. Oktober  | Richard Wannenmacher                     | Schweizer Maler                                                                                                 | 72    |       |
| 3. Oktober  | Plinio Corrêa de Oliveira                | brasilianischer Publizist                                                                                       | 86    |       |
| 3. Oktober  | Francis Otto Schmitt                     | US-amerikanischer Neurobiologe                                                                                  | 91    |       |
| 3. Oktober  | Josef Schneeweiß                         | österreichischer Mediziner, Sozialdemokrat, Interbrigadist und KZ-Häftling                                      | 82    |       |
| 3. Oktober  | Charles Lacy Veach                       | US-amerikanischer Astronaut                                                                                     | 51    |       |
| 3. Oktober  | Lucy Vollbrecht-Büschlepp                | deutsche Künstlerin                                                                                             | 77    |       |
| 4. Oktober  | Fabio Albarelli                          | italienischer Segler                                                                                            | 52    |       |
| 4. Oktober  | Woody Bledsoe                            | US-amerikanischer Mathematiker                                                                                  | 73    |       |
| 4. Oktober  | Else Brems                               | dänische Opernsängerin (Kontraalt) und Gesangspädagogin                                                         | 87    |       |
| 4. Oktober  | Chen Yun                                 | chinesischer Wirtschaftspolitiker                                                                               | 90    |       |
| 4. Oktober  | Heinz Mauser                             | deutscher Chemiker und Hochschullehrer, Mitbegründer der Photokinetik                                           | 76    |       |
| 4. Oktober  | José Pont y Gol                          | spanischer Erzbischof von Tarragona                                                                             | 88    |       |
| 4. Oktober  | Karl-Heinz Walther                       | deutscher Schauspieler, Regisseur und Theaterintendant                                                          | 66    |       |
| 5. Oktober  | Leonid Wiktorowitsch Afanassjew          | sowjetischer Komponist                                                                                          | 74    |       |
| 5. Oktober  | Walter Edwin Arnoldi                     | US-amerikanischer Ingenieur                                                                                     | 77    |       |
| 5. Oktober  | Karl Johan Baadsvik                      | kanadischer Skisportler                                                                                         | 85    |       |
| 5. Oktober  | Ewald Becker-Carus                       | deutscher Maler, Graphiker und Kunsterzieher                                                                    | 93    |       |
| 5. Oktober  | Lillian Fuchs                            | US-amerikanische Bratschistin, Hochschullehrerin und Komponistin                                                | 92    |       |
| 5. Oktober  | Dick Jurgens                             | US-amerikanischer Jazz-Bandleader                                                                               | 85    |       |
| 5. Oktober  | Pin Malakul                              | thailändischer Politiker und Schriftsteller                                                                     | 91    |       |
| 5. Oktober  | Paul Manz                                | Schweizer Politiker                                                                                             | 71    |       |
| 5. Oktober  | Rolf Nolting                             | deutscher Architekt und Politiker (CDU), MdL, Oberbürgermeister von Wolfsburg                                   | 68    |       |
| 5. Oktober  | Zoa Sherburne                            | US-amerikanische Schriftstellerin                                                                               | 83    |       |
| 6. Oktober  | Karl Band                                | deutscher Architekt                                                                                             | 94    |       |
| 6. Oktober  | Hermann Blenk                            | deutscher Luftfahrtingenieur und Hochschullehrer                                                                | 93    |       |
| 6. Oktober  | Johnny Bruck                             | deutscher Zeichner und Photolithograph                                                                          | 74    |       |
| 6. Oktober  | Benoît Chamoux                           | französischer Bergsteiger                                                                                       | 34    |       |
| 6. Oktober  | Iván Mándy                               | ungarischer Schriftsteller                                                                                      | 76    |       |
| 6. Oktober  | Helmut Rhode                             | deutscher Architekt                                                                                             | 79    |       |
| 7. Oktober  | Roberto Cabrera                          | chilenischer Fußballspieler                                                                                     | 81    |       |
| 7. Oktober  | Helmut Domagalla                         | deutscher Fußballspieler und -trainer                                                                           | 62    |       |
| 7. Oktober  | Rolf Hartung                             | deutscher Kunsterzieher, Maler und Autor                                                                        | 87    |       |
| 7. Oktober  | Gabriele Kröcher-Tiedemann               | deutsche Terroristin                                                                                            | 44    |       |
| 7. Oktober  | Antonie Frans Monna                      | niederländischer Mathematikhistoriker                                                                           | 86    |       |
| 7. Oktober  | Olga Taussky-Todd                        | österreichische Mathematikerin                                                                                  | 89    |       |
| 7. Oktober  | Gérard-Henri de Vaucouleurs              | französisch-amerikanischer Astronom                                                                             | 77    |       |
| 8. Oktober  | Erich Brost                              | deutscher Verleger                                                                                              | 91    |       |
| 8. Oktober  | John Cairncross                          | britischer Spion                                                                                                | 82    |       |
| 8. Oktober  | Walter E. Dahlke                         | deutscher Elektrotechniker                                                                                      | 85    |       |
| 8. Oktober  | Hans Heinz Heldmann                      | deutscher Rechtsanwalt, Anwalt, Strafverteidiger und Autor                                                      | 66    |       |
| 8. Oktober  | Richard Johannes Meiser                  | deutscher Medizinprofessor und Universitätspräsident                                                            | 64    |       |
| 8. Oktober  | Olavi Salsola                            | finnischer Leichtathlet                                                                                         | 61    |       |
| 8. Oktober  | Ernst Waiblinger                         | deutscher Politiker (SPD), MdL                                                                                  | 80    |       |
| 9. Oktober  | Oswald Beck                              | deutscher Politiker (CDU), MdHB                                                                                 | 66    |       |
| 9. Oktober  | Alec Douglas-Home                        | britischer Politiker, Mitglied des House of Commons und Premierminister                                         | 92    |       |
| 9. Oktober  | Armin Ganz                               | US-amerikanischer Filmarchitekt                                                                                 | 47    |       |
| 9. Oktober  | Kukrit Pramoj                            | thailändischer Politiker, Premierminister                                                                       | 84    |       |
| 9. Oktober  | Theophil Stengel                         | deutscher Musikwissenschaftler                                                                                  | 90    |       |
| 10. Oktober | Amabile Cauchi                           | maltesischer Politiker                                                                                          | 78    |       |
| 10. Oktober | Robert Finch                             | US-amerikanischer Politiker                                                                                     | 70    |       |
| 10. Oktober | Gerhard Freitag                          | deutscher Kriminalbeamter und SS-Hauptsturmführer                                                               | 82    |       |
| 10. Oktober | Paolo Gucci                              | italienischer Geschäftsmann und Modedesigner                                                                    | 64    |       |
| 10. Oktober | Carl B. Huffaker                         | US-amerikanischer Biologe, Ökologe und Agrarwissenschaftler                                                     | 81    |       |
| 10. Oktober | Hannes Schultze-Froitzheim               | deutscher Maler und Graphiker                                                                                   | 91    |       |
| 10. Oktober | Rudolf Wsewolodowitsch Wjatkin           | sowjetischer Asienwissenschaftler und Übersetzer                                                                | 85    |       |
| 11. Oktober | Isolde Ahlgrimm                          | österreichische Cembalistin                                                                                     | 81    |       |
| 11. Oktober | Marlies Schönau                          | deutsche Schauspielerin und Hörspielsprecherin                                                                  | 72    |       |
| 11. Oktober | Harald Schwarz                           | deutscher Puppenspieler und letzter Bühnenleiter der Hohnsteiner Puppenbühnen                                   |       |       |
| 12. Oktober | Pierre Doukan                            | französischer Geiger, Komponist und Musikpädagoge                                                               | 68    |       |
| 12. Oktober | Johnny Gammage                           | US-amerikanisches Todesopfer                                                                                    | 31    |       |
| 12. Oktober | Frederick Walter Hyndman                 | kanadischer Manager, Vizegouverneur von Prince Edward Island                                                    | 91    |       |
| 13. Oktober | Ludwig Demling                           | deutscher Internist                                                                                             | 74    |       |
| 13. Oktober | Albert Dubreucq                          | französischer Fußballspieler und -trainer                                                                       | 71    |       |
| 13. Oktober | Charles Stacy French                     | US-amerikanischer Biochemiker und Erfinder                                                                      | 87    |       |
| 13. Oktober | Henry Roth                               | US-amerikanischer Schriftsteller                                                                                | 89    |       |
| 13. Oktober | Gerhard Schwarz                          | deutscher Kirchenmusiker und Organist                                                                           | 93    |       |
| 13. Oktober | Herbert Weißbach                         | deutscher Schauspieler, Kabarettist und Synchronsprecher                                                        | 93    |       |
| 14. Oktober | Walther Bühler                           | deutscher Arzt, Autor und Vortragsredner                                                                        | 82    |       |
| 14. Oktober | Claudine Chomat                          | französische Kommunistin und Mitglied der Résistance                                                            | 80    |       |
| 14. Oktober | William Fritz                            | kanadischer Sprinter                                                                                            | 81    |       |
| 14. Oktober | Gunvor Hofmo                             | norwegische Lyrikerin                                                                                           | 74    |       |
| 14. Oktober | Kurt Neheimer                            | deutscher Journalist                                                                                            | 71    |       |
| 14. Oktober | Edith Pargeter                           | englische Krimi-Schriftstellerin                                                                                | 82    |       |
| 14. Oktober | Eleni Vlachou                            | griechische Journalistin und Redakteurin                                                                        | 83    |       |
| 15. Oktober | Marco Campos                             | brasilianischer Rennfahrer                                                                                      | 19    |       |
| 15. Oktober | Sven-Olof Hammarlund                     | schwedischer Tischtennisspieler und Präsident der International Table Tennis Federation                         | 63    |       |
| 15. Oktober | Walter R. Kramer                         | US-amerikanischer Badmintonspieler                                                                              | 81    |       |
| 15. Oktober | Karl Marberger                           | österreichischer Gastwirt und Politiker (ÖVP), Abgeordneter zum Nationalrat, Mitglied des Bundesrates           | 85    |       |
| 15. Oktober | Kaspar Seibold                           | deutscher Landwirt und Politiker (CSU)                                                                          | 81    |       |
| 15. Oktober | Alfredo Torres Romero                    | mexikanischer Geistlicher, Bischof von Toluca                                                                   | 73    |       |
| 16. Oktober | Jean Amado                               | französischer Bildhauer                                                                                         | 68    |       |
| 16. Oktober | Elfriede Buchheim                        | deutsche Malerin und Grafikerin in der Lausitz                                                                  | 95    |       |
| 16. Oktober | Emilio Carilla                           | argentinischer Romanist und Hispanist                                                                           | 81    |       |
| 16. Oktober | Egenolf Engelhard                        | deutscher Unternehmer                                                                                           | 92    |       |
| 16. Oktober | Heinz Franke                             | deutscher Journalist und NS-Propagandist                                                                        | 91    |       |
| 16. Oktober | Günther Happich                          | österreichischer Fußballspieler                                                                                 | 43    |       |
| 16. Oktober | Berthold Kern                            | deutscher Kardiologe                                                                                            | 84    |       |
| 16. Oktober | Jewgenija Wjatscheslawowna Lossakewitsch | sowjetische Schauspielerin und Synchronsprecherin                                                               | 91    |       |
| 16. Oktober | Werner Schneider                         | deutscher Sportmoderator und -kommentator für das Zweite Deutsche Fernsehen (ZDF)                               | 75    |       |
| 16. Oktober | Torsten Steinby                          | finnischer Historiker, Journalist und Sachbuchautor                                                             | 87    |       |
| 17. Oktober | Otto-Joachim Grüsser                     | deutscher Physiologe                                                                                            | 63    |       |
| 17. Oktober | Aage Pedersen                            | dänischer Elektrotechniker                                                                                      |       |       |
| 17. Oktober | Hans Reschke                             | deutscher Jurist und Politiker (NSDAP, später parteilos)                                                        | 91    |       |
| 18. Oktober | Claudio Brook                            | mexikanischer Schauspieler                                                                                      | 68    |       |
| 18. Oktober | Franco Fabrizi                           | italienischer Schauspieler                                                                                      | 79    |       |
| 18. Oktober | Lloyd Guenther                           | US-amerikanischer Eisschnellläufer                                                                              | 88    |       |
| 18. Oktober | Bryan Johnson                            | englischer Sänger und Theaterschauspieler                                                                       | 69    |       |
| 18. Oktober | Samuel L. McCall                         | US-amerikanischer Physiker                                                                                      | 55    |       |
| 19. Oktober | Hans Albrecht                            | Schweizer Politiker (FDP)                                                                                       | 86    |       |
| 19. Oktober | Friedrich Brodnitz                       | deutschamerikanischer Arzt und jüdischer Funktionär in Deutschland während der Zeit des Nationalsozialismus     | 96    |       |
| 19. Oktober | Don Cherry                               | US-amerikanischer Jazzmusiker                                                                                   | 58    |       |
| 19. Oktober | George Little                            | kanadischer Musikpädagoge, Chordirigent und Organist                                                            | 75    |       |
| 19. Oktober | Dale Nichols                             | amerikanischer Maler, Grafiker, Illustrator und Schriftsteller                                                  | 91    |       |
| 19. Oktober | Charilaos Perpessas                      | griechischer Komponist                                                                                          | 88    |       |
| 19. Oktober | Jürgen Wohlrabe                          | deutscher Politiker (CDU), MdA, MdB, Präsident des Berliner Abgeordnetenhauses                                  | 59    |       |
| 20. Oktober | Eric Birley                              | britischer Althistoriker und Provinzialrömischer Archäologe                                                     | 89    |       |
| 20. Oktober | Riccardo Carapellese                     | italienischer Fußballspieler und -trainer                                                                       | 73    |       |
| 20. Oktober | Willi Schütz                             | deutscher Maler                                                                                                 | 81    |       |
| 20. Oktober | Kai Sudeck                               | deutscher Maler und Grafiker                                                                                    | 67    |       |
| 21. Oktober | Maxine Angelyn Andrews                   | US-amerikanische Sängerin, Mitglied von The Andrews Sisters                                                     | 79    |       |
| 21. Oktober | Guillermo Deisler                        | deutsch-chilenischer Künstler                                                                                   | 55    |       |
| 21. Oktober | Dante Fiorillo                           | US-amerikanischer Komponist                                                                                     | 90    |       |
| 21. Oktober | Nancy Graves                             | US-amerikanische Bildhauerin, Malerin und Filmemacherin                                                         | 55    |       |
| 21. Oktober | Hans Helfritz                            | deutscher Komponist, Musikwissenschaftler und Schriftsteller                                                    | 93    |       |
| 21. Oktober | Shannon Hoon                             | US-amerikanischer Rockmusiker                                                                                   | 28    |       |
| 21. Oktober | Jack Rose                                | US-amerikanischer Drehbuchautor                                                                                 | 83    |       |
| 21. Oktober | Abel Salazar                             | mexikanischer Schauspieler, Filmregisseur und Filmproduzent                                                     | 78    |       |
| 21. Oktober | Anatoli Scheljuchin                      | russischer Skilangläufer                                                                                        | 65    |       |
| 21. Oktober | Adam Weyer                               | deutscher Theologe                                                                                              | 67    |       |
| 22. Oktober | Kingsley Amis                            | englischer Schriftsteller                                                                                       | 73    |       |
| 22. Oktober | Mario Costa                              | italienischer Filmregisseur                                                                                     | 85    |       |
| 22. Oktober | André Martin                             | Schweizer Politiker (FDP)                                                                                       | 83    |       |
| 22. Oktober | Kenneth Preston                          | britischer Regattasegler                                                                                        | 77    |       |
| 22. Oktober | Mary Wickes                              | US-amerikanische Schauspielerin                                                                                 | 85    |       |
| 23. Oktober | Bert Bandstra                            | US-amerikanischer Politiker                                                                                     | 73    |       |
| 23. Oktober | Georg Bossert                            | deutscher Produzent, Redakteur und Rundfunkmoderator                                                            |       |       |
| 23. Oktober | Mariano Gutiérrez Salazar                | spanischer römisch-katholischer Ordensgeistlicher, Apostolischer Vikar von Caroní                               | 82    |       |
| 23. Oktober | Fritz Höft                               | deutscher Chordirigent                                                                                          | 70    |       |
| 23. Oktober | Karsten Witte                            | deutscher Filmwissenschaftler                                                                                   | 51    |       |
| 24. Oktober | Andrés Aguilar Mawdsley                  | venezolanischer Jurist und Richter am Internationalen Gerichtshof                                               | 71    |       |
| 24. Oktober | Keith Davy Froome                        | englischer Physiker                                                                                             | 74    |       |
| 24. Oktober | Joseph Huts                              | belgischer Radrennfahrer                                                                                        | 82    |       |
| 24. Oktober | Émile Jonassaint                         | haitianischer Richter, Politiker und kommissarischer Präsident von Haiti                                        | 82    |       |
| 24. Oktober | Hermann Langbein                         | österreichischer Widerstandskämpfer und Historiker, Teilnehmer im Spanischen Bürgerkrieg                        | 83    |       |
| 25. Oktober | François Brousse                         | französischer Philosophieprofessor und Autor                                                                    | 82    |       |
| 25. Oktober | Kenneth Dadzie                           | ghanaischer Diplomat                                                                                            | 65    |       |
| 25. Oktober | Susanne Faschon                          | deutsche Schriftstellerin                                                                                       | 70    |       |
| 25. Oktober | Henrich Grote                            | deutscher Marineoffizier, Flottillenadmiral der Bundesmarine                                                    | 74    |       |
| 25. Oktober | David Healy                              | US-amerikanischer Schauspieler                                                                                  | 66    |       |
| 25. Oktober | Bernhard Heiliger                        | deutscher Bildhauer                                                                                             | 79    |       |
| 25. Oktober | Jan Hoffman                              | polnischer Pianist und Musikpädagoge                                                                            | 89    |       |
| 25. Oktober | Viveca Lindfors                          | US-amerikanische Film- und Theaterschauspielerin, sowie Filmregisseurin und Drehbuchautorin schwedischer Her... | 74    |       |
| 25. Oktober | Bobby Riggs                              | US-amerikanischer Tennisspieler                                                                                 | 77    |       |
| 25. Oktober | Bernice F. Sisk                          | US-amerikanischer Politiker                                                                                     | 84    |       |
| 25. Oktober | Peter Hyla Gawne Stallard                | britischer Kolonialgouverneur                                                                                   | 80    |       |
| 26. Oktober | Josef Albinger                           | deutscher Geistlicher und Widerstandskämpfer gegen den Nationalsozialismus                                      | 83    |       |
| 26. Oktober | Georgia Neese Clark                      | US-amerikanische Schauspielerin, Bänkerin, Geschäftsfrau und Regierungsbeamtin                                  | 97    |       |
| 26. Oktober | Wilhelm Freddie                          | dänischer Maler und Bildhauer                                                                                   | 86    |       |
| 26. Oktober | Amélie Hoellering                        | deutsche Rhythmikerin                                                                                           | 75    |       |
| 26. Oktober | Gorni Kramer                             | italienischer Orchesterleiter, Komponist, Akkordeon- und Kontrabassspieler sowie Schallplattenproduzent, Arr... | 82    |       |
| 26. Oktober | Saul Krugman                             | US-amerikanischer Mediziner                                                                                     | 84    |       |
| 26. Oktober | John Sangster                            | australischer Jazzmusiker                                                                                       | 66    |       |
| 26. Oktober | Fathi Schakaki                           | palästinensischer Arzt und einer der Gründer des Islamischen Dschihad                                           |       |       |
| 26. Oktober | Robert Thren                             | deutscher Biologe                                                                                               | 86    |       |
| 26. Oktober | Wilhelm Wortmann                         | deutscher Stadtplaner und Hochschullehrer                                                                       | 98    |       |
| 27. Oktober | Leo Bardischewski                        | deutscher Synchronsprecher, Theater- und Fernsehschauspieler                                                    | 80    |       |
| 27. Oktober | Ingeborg Burmester                       | deutsche Sopranistin                                                                                            | 90    |       |
| 27. Oktober | Marta Colvin                             | chilenische Bildhauerin                                                                                         | 88    |       |
| 27. Oktober | Jacques Heurgon                          | französischer Altphilologe und Althistoriker                                                                    | 92    |       |
| 27. Oktober | Martha Musial                            | deutsche Opernsängerin                                                                                          | 87    |       |
| 28. Oktober | Çingiz Babayev                           | aserbaidschanischer Offizier, Nationalheld                                                                      | 31    |       |
| 28. Oktober | Thomas Bellew                            | irischer Politiker                                                                                              | 52    |       |
| 28. Oktober | Julien Bertheau                          | französischer Schauspieler und Regisseur                                                                        | 85    |       |
| 28. Oktober | Spiridon Neven DuMont                    | deutscher Fotograf, Videokünstler und Maler                                                                     | 28    |       |
| 28. Oktober | Erich Hertzsch                           | deutscher Theologe                                                                                              | 93    |       |
| 28. Oktober | Allan Merson                             | britischer Historiker                                                                                           | 79    |       |
| 28. Oktober | Gisela Schlüter                          | deutsche Schauspielerin und Kabarettistin                                                                       | 81    |       |
| 28. Oktober | Simon Weinhuber                          | deutscher Politiker (BP)                                                                                        | 77    |       |
| 29. Oktober | Jean Heather                             | US-amerikanische Schauspielerin                                                                                 | 74    |       |
| 29. Oktober | Manfred Knodt                            | deutscher evangelischer Geistlicher und Landeshistoriker                                                        | 75    |       |
| 29. Oktober | Axel Manthey                             | deutscher Bühnenbildner, Kostümbildner und Regisseur                                                            | 50    |       |
| 29. Oktober | Fritz Münch                              | deutscher Völkerrechtler                                                                                        | 89    |       |
| 29. Oktober | Johanna Runckel-Storch                   | deutsche Juristin und Richterin                                                                                 | 91    |       |
| 29. Oktober | Terry Southern                           | US-amerikanischer Schriftsteller, Essayist, Drehbuchautor und Hochschullehrer                                   | 71    |       |
| 30. Oktober | Hyman Bress                              | kanadischer Geiger und Komponist                                                                                | 64    |       |
| 30. Oktober | Brian Easdale                            | englischer Komponist                                                                                            | 86    |       |
| 30. Oktober | David Schneider                          | US-amerikanischer Anthropologe                                                                                  | 76    |       |
| 30. Oktober | Frank Souffront                          | puerto-ricanischer Sänger                                                                                       |       |       |
| 31. Oktober | Alan Bush                                | englischer Komponist, Pianist, Chorleiter und Musikpädagoge                                                     | 94    |       |
| 31. Oktober | Rosalind Cash                            | US-amerikanische Schauspielerin                                                                                 | 56    |       |
| 31. Oktober | Hans Grieder                             | Schweizer Turner                                                                                                | 93    |       |
| 31. Oktober | Erwin Hofer                              | Schweizer Politiker (SP)                                                                                        | 83    |       |
| 31. Oktober | Jan Jargoń                               | polnischer Komponist und Orgelbauer                                                                             | 67    |       |
| 31. Oktober | Lloyd Lambert                            | US-amerikanischer Rhythm-and-Blues- und Jazz-Bassist                                                            | 67    |       |
| 31. Oktober | Joel Mason                               | US-amerikanischer American-Football-Spieler und Basketballtrainer                                               | 83    |       |
| 31. Oktober | Erika Morini                             | österreichisch-US-amerikanische Violinistin                                                                     | 91    |       |
| 31. Oktober | Anton Pashku                             | albanischer Schriftsteller                                                                                      | 58    |       |
| 31. Oktober | Ermanno Pignatti                         | italienischer Gewichtheber                                                                                      | 74    |       |
| 31. Oktober | Hans Röhwer                              | deutscher SS-Hauptsturmführer                                                                                   | 79    |       |
| 31. Oktober | Bill Rowling                             | neuseeländischer Politiker, Premierminister von Neuseeland                                                      | 67    |       |

## November
| Tag          | Name                                      | Beruf, bekannt als                                                                                              | Alter | Beleg |
| ------------ | ----------------------------------------- | --- | ----- | ----- |
| 1. November  | Reinhardt Abraham                         | deutscher Manager                                                                                               | 66    |       |
| 1. November  | Richard Ashcraft                          | US-amerikanischer Politikwissenschaftler                                                                        | 57    |       |
| 1. November  | Lex Hixon                                 | US-amerikanischer Poet und spiritueller Lehrer                                                                  | 53    |       |
| 1. November  | Klaus Holzkamp                            | deutscher Hochschullehrer, Begründer der Kritischen Psychologie                                                 | 67    |       |
| 1. November  | Brian Lenihan senior                      | irischer Politiker                                                                                              | 64    |       |
| 1. November  | Eike Middeldorf                           | deutscher General                                                                                               | 80    |       |
| 1. November  | Donald F. Othmer                          | US-amerikanischer Chemieingenieur                                                                               | 91    |       |
| 2. November  | George Philip Chamberlain                 | britischer Offizier der Luftstreitkräfte des Vereinigten Königreichs                                            | 90    |       |
| 2. November  | Werner Kubitza                            | deutscher Pädagoge und Politiker (FDP), MdL, MdB                                                                | 76    |       |
| 2. November  | Frieda Sembach-Krone                      | deutsche Zirkusdirektorin                                                                                       | 80    |       |
| 2. November  | Ioann Snytschjow                          | russischer Geistlicher und Metropolit von Sankt Petersburg                                                      | 68    |       |
| 2. November  | Goderdzi Urgebadze                        | georgischer orthodoxer Mönch                                                                                    | 66    |       |
| 3. November  | R. Tucker Abbott                          | US-amerikanischer Malakologe                                                                                    | 76    |       |
| 3. November  | Bojan Adamič                              | jugoslawischer Komponist und Dirigent                                                                           | 83    |       |
| 3. November  | Friedl Baruch                             | deutscher Politiker (KPD, CPN) und Journalist                                                                   | 90    |       |
| 3. November  | Arthur Bottomley                          | englischer Politiker                                                                                            | 88    |       |
| 3. November  | Werner Gräber                             | deutscher Fußballspieler                                                                                        | 55    |       |
| 3. November  | Wilhelm Kos                               | österreichischer SS-Obersturmbannführer, Abgeordneter zum österreichischen Nationalrat                          | 85    |       |
| 3. November  | Mario Revollo Bravo                       | italienischer Kardinal und Erzbischof von Bogotá                                                                | 76    |       |
| 3. November  | Otto Rösch                                | österreichischer Jurist und Politiker (SPÖ), Landtagsabgeordneter, Abgeordneter zum Nationalrat, Mitglied de... | 78    |       |
| 3. November  | Cordelia Urueta                           | mexikanische Malerin                                                                                            | 87    |       |
| 3. November  | Yun I-sang                                | koreanischer Komponist                                                                                          | 78    |       |
| 4. November  | Gilles Deleuze                            | französischer Philosoph der Postmoderne                                                                         | 70    |       |
| 4. November  | Paul Eddington                            | britischer Schauspieler                                                                                         | 68    |       |
| 4. November  | Essex Hemphill                            | US-amerikanischer Autor und Dichter                                                                             | 38    |       |
| 4. November  | Prawitz Öberg                             | schwedischer Fußballspieler                                                                                     | 64    |       |
| 4. November  | Jitzchak Rabin                            | israelischer General und Politiker, Friedensnobelpreisträger                                                    | 73    |       |
| 4. November  | Morrie Schwartz                           | US-amerikanischer Soziologe                                                                                     | 78    |       |
| 4. November  | Gerhard Teriet                            | deutscher Politiker der (CDU)                                                                                   | 78    |       |
| 5. November  | Ernest Gellner                            | tschechisch-britischer Anthropologe, Soziologe und Philosoph                                                    | 69    |       |
| 5. November  | Jean Howard Hagstrum                      | US-amerikanischer Anglist und Hochschullehrer                                                                   | 82    |       |
| 5. November  | Eduard Lang                               | österreichischer Schausteller und Unternehmer                                                                   | 83    |       |
| 6. November  | Bill Cheesbourg                           | US-amerikanischer Rennfahrer                                                                                    | 68    |       |
| 6. November  | Franz König-Hollerwöger                   | österreichischer Baumeister, Architekt, Maler, Keramiker, Kunstexperte und -sammler                             | 80    |       |
| 6. November  | Ernst Mengersen                           | deutscher Offizier, zuletzt Korvettenkapitän                                                                    | 83    |       |
| 6. November  | Gerhard Peters                            | deutscher Kunsthistoriker                                                                                       | 95    |       |
| 6. November  | Eberhard Martin Schmidt                   | deutscher Maler, Grafiker und Bildhauer                                                                         | 69    |       |
| 7. November  | Alexandra Naldera Curzon                  | britische Adelige                                                                                               | 91    |       |
| 7. November  | Christoph Derschau                        | deutscher Lyriker                                                                                               | 57    |       |
| 7. November  | Dimitri Dimakopoulos                      | griechisch-kanadischer Architekt                                                                                | 66    |       |
| 7. November  | Ann Dunham                                | US-amerikanische Anthropologin                                                                                  | 52    |       |
| 8. November  | Neil Blaney                               | irischer Politiker (Fianna Fáil), MdEP                                                                          | 73    |       |
| 8. November  | Kosso Eloul                               | israelisch-kanadischer Bildhauer                                                                                | 75    |       |
| 8. November  | Anna Martina Gottschick                   | deutsche Verlagslektorin und Kirchlieddichterin                                                                 | 81    |       |
| 8. November  | Francesca Schinzinger                     | deutsche Wirtschafts- und Sozialhistorikerin                                                                    | 64    |       |
| 8. November  | Gotthard Wolf                             | deutscher Wissenschaftsfilmer                                                                                   | 84    |       |
| 9. November  | Alessandro Cicognini                      | italienischer Filmkomponist                                                                                     | 89    |       |
| 9. November  | Robert O. Cook                            | US-amerikanischer Tontechniker und Filmtechnikpionier                                                           | 92    |       |
| 9. November  | Erich Kamper                              | österreichischer Sportjournalist und Publizist                                                                  | 81    |       |
| 9. November  | Geraldine Katt                            | österreichische Filmschauspielerin                                                                              | 74    |       |
| 9. November  | Karl-Eberhard Schorr                      | deutscher Erziehungswissenschaftler                                                                             | 76    |       |
| 10. November | Waldemar Baeger                           | deutscher Schauspieler und Kabarettist                                                                          | 75    |       |
| 10. November | Eddie Clamp                               | englischer Fußballspieler                                                                                       | 61    |       |
| 10. November | Vasile Mârza                              | rumänischer Politiker (PCdR, PMR, PCR), Mediziner, Biologe und Hochschullehrer                                  | 92    |       |
| 10. November | Jan Redelfs                               | deutscher Fußballschiedsrichter                                                                                 | 60    |       |
| 10. November | Ken Saro-Wiwa                             | nigerianischer Bürgerrechtler und Schriftsteller                                                                | 54    |       |
| 10. November | Hermann Schwarz                           | deutscher Wissenschaftler und Industrieller                                                                     | 87    |       |
| 10. November | Ria De Simone                             | italienische Schauspielerin                                                                                     | 48    |       |
| 10. November | Sándor Soproni                            | ungarischer Provinzialrömischer Archäologe                                                                      | 68    |       |
| 10. November | René Wellek                               | tschechisch-amerikanischer Literaturwissenschaftler                                                             | 92    |       |
| 11. November | Corneliu Coposu                           | rumänischer Politiker                                                                                           | 81    |       |
| 11. November | Jean-Louis Curtis                         | französischer Schriftsteller                                                                                    | 78    |       |
| 11. November | Koloman Gögh                              | tschechoslowakischer Fußballspieler und Trainer                                                                 | 47    |       |
| 11. November | Michail Kriwonossow                       | sowjetischer Hammerwerfer                                                                                       | 66    |       |
| 11. November | Gerd Springorum                           | deutscher Manager und Politiker (CDU), MdB, MdEP                                                                | 84    |       |
| 11. November | Paul Zumthor                              | Schweizer Autor, Romanist und Mediävist, Hochschullehrer in den Niederlanden und Kanada                         | 80    |       |
| 12. November | Roland Lwowitsch Dobruschin               | russischer Mathematiker                                                                                         | 66    |       |
| 12. November | Paul Frantz                               | luxemburgischer Radrennfahrer                                                                                   | 80    |       |
| 12. November | Kurt Jeserich                             | deutscher Kommunalwissenschaftler und Verlagsdirektor                                                           | 91    |       |
| 13. November | Ralph Blane                               | US-amerikanischer Theater- und Filmkomponist sowie Musiker                                                      | 81    |       |
| 13. November | Orlando Sirola                            | italienischer Tennisspieler                                                                                     | 67    |       |
| 13. November | Robert Stephens                           | britischer Film- und Theaterschauspieler                                                                        | 64    |       |
| 13. November | Arthur D. Trendall                        | neuseeländischer klassischer Archäologe                                                                         | 86    |       |
| 13. November | Richard Wolf                              | deutscher Schriftsteller, Präsident des Goethe-Instituts München                                                | 95    |       |
| 14. November | Delphine Fitz Darby                       | US-amerikanische Kunsthistorikerin                                                                              |       |       |
| 14. November | János Tamás                               | ungarischer Komponist, Dirigent und Pädagoge                                                                    | 59    |       |
| 14. November | Rudolf Triebel                            | deutscher Bildhauer und Medailleur                                                                              | 85    |       |
| 15. November | Karen Berg                                | dänische Schauspielerin                                                                                         | 89    |       |
| 15. November | Emmerich Hirmann                          | österreichischer Politiker (ÖVP), Landtagsabgeordneter                                                          | 96    |       |
| 15. November | J. Clyde Mitchell                         | britischer Ethnologe                                                                                            | 77    |       |
| 15. November | Johannes Reichelt                         | deutscher Politiker (SPD), MdL                                                                                  | 91    |       |
| 16. November | Jack Finney                               | US-amerikanischer Schriftsteller                                                                                | 84    |       |
| 16. November | Ralph Kronig                              | deutscher Physiker                                                                                              | 91    |       |
| 16. November | William Nagel                             | evangelischer Theologe und Hochschullehrer                                                                      | 90    |       |
| 16. November | Klaus Pieper                              | deutscher Bauingenieur und Statiker                                                                             | 82    |       |
| 16. November | Moulton Taylor                            | US-amerikanischer Flugzeugingenieur                                                                             | 83    |       |
| 17. November | Robert Barney Baker                       | US-amerikanischer Gewerkschafter und Auftragsmörder                                                             | 65    |       |
| 17. November | Charles Gordone                           | US-amerikanischer Dramatiker und Schauspieler                                                                   | 70    |       |
| 17. November | Jörg Hänny                                | Schweizer Jurist und Politiker                                                                                  | 81    |       |
| 17. November | Alan Hull                                 | englischer Singer-Songwriter                                                                                    | 50    |       |
| 17. November | Gerhard Kessler                           | deutscher Jurist                                                                                                | 91    |       |
| 17. November | Hans Krendlesberger                       | österreichischer Fernsehregisseur, Dramatiker, Hörspielautor                                                    | 70    |       |
| 17. November | Mohamad Said Keruak                       | malaysischer Politiker, Ministerpräsident von Sabah, zeremonielles Staatsoberhaupt von Sabah                    | 69    |       |
| 17. November | Salvatore Martirano                       | US-amerikanischer Komponist                                                                                     | 68    |       |
| 17. November | Manfred Richter                           | deutscher Fußballspieler                                                                                        | 54    |       |
| 17. November | Jean-Pierre Rivière                       | französischer Komponist                                                                                         | 66    |       |
| 17. November | Pete Welding                              | US-amerikanischer Musikhistoriker und -produzent                                                                | 60    |       |
| 18. November | Uwe Hacker                                | deutscher Schauspieler                                                                                          | 54    |       |
| 18. November | Eva Hoeck                                 | deutsche Ärztin und Autorin                                                                                     | 78    |       |
| 18. November | Reinhard Kolldehoff                       | deutscher Schauspieler                                                                                          | 81    |       |
| 19. November | Charlie Doe                               | US-amerikanischer Rugby-Union-Spieler                                                                           | 97    |       |
| 19. November | Walter Geiger                             | deutscher Politiker (FDP), MdL                                                                                  | 94    |       |
| 19. November | Don Goldie                                | US-amerikanischer Jazz und Unterhaltungsmusiker                                                                 | 65    |       |
| 19. November | Martha Hill                               | US-amerikanische Tänzerin und Tanz-Pädagogin                                                                    | 94    |       |
| 19. November | Günther Kern                              | deutscher Mediziner und Autor                                                                                   | 71    |       |
| 19. November | Kurt Tenner                               | österreichischer Dirigent und Komponist                                                                         | 88    |       |
| 20. November | Tarcisio Carboni                          | italienischer Geistlicher und Bischof von Macerata                                                              | 72    |       |
| 20. November | Ebba-Margareta von Freymann               | erste Übersetzerin einiger Gedichte von J.R.R. Tolkien ins Deutsche                                             | 87    |       |
| 20. November | Robin Gandy                               | britischer Logiker                                                                                              | 76    |       |
| 20. November | Sergei Michailowitsch Grinkow             | russischer Eiskunstläufer                                                                                       | 28    |       |
| 20. November | Leotis Martin                             | US-amerikanischer Boxer                                                                                         | 56    |       |
| 20. November | Maria Nicklisch                           | deutsche Schauspielerin                                                                                         | 91    |       |
| 20. November | Fritz Sikorovsky                          | österreichischer Bergsteiger                                                                                    | 80    |       |
| 20. November | Martand Singh                             | letzter Maharadscha von Rewa                                                                                    | 72    |       |
| 20. November | Franz Thedieck                            | deutscher Politiker (CDU)                                                                                       | 95    |       |
| 20. November | Johannes Weissinger                       | deutscher Mathematiker                                                                                          | 82    |       |
| 21. November | Bruno Gerussi                             | kanadischer Schauspieler                                                                                        | 67    |       |
| 21. November | Peter Grant                               | britischer Rock'n'Roll-Manager                                                                                  | 60    |       |
| 21. November | Dorothy Jeakins                           | US-amerikanische Kostümbildnerin                                                                                | 81    |       |
| 21. November | Willy Lorenz                              | österreichischer Schriftsteller und Verleger                                                                    | 81    |       |
| 21. November | Günter Matthes                            | deutscher Journalist                                                                                            | 74    |       |
| 21. November | Leila Mourad                              | ägyptische Filmschauspielerin und Sängerin                                                                      | 77    |       |
| 21. November | Carlos Reyes                              | argentinischer Tangosänger                                                                                      | 61    |       |
| 21. November | Carl-Josef Rongen                         | deutscher Politiker (CDU), MdL                                                                                  | 69    |       |
| 21. November | Wim de Ruyter                             | niederländischer Radrennfahrer                                                                                  | 77    |       |
| 21. November | Sigrid Schneider                          | deutsche Politikerin (FDP), MdL                                                                                 | 67    |       |
| 22. November | Peter Calmeyer                            | deutscher Vorderasiatischer Archäologe                                                                          | 65    |       |
| 22. November | Maria Cumani Quasimodo                    | italienische Tänzerin, Schauspielerin und Autorin                                                               | 87    |       |
| 22. November | Ursula Keudel                             | deutsche Klassische Philologin                                                                                  | 55    |       |
| 22. November | Ludwig Knobloch                           | deutscher Politiker (CDU), MdB                                                                                  | 94    |       |
| 22. November | Max Lejeune                               | französischer Politiker (SFIO, UDF)                                                                             | 86    |       |
| 22. November | Elinborg Lützen                           | erste färöische Grafikerin                                                                                      | 76    |       |
| 22. November | Wolfgang Matz                             | deutscher Fußballspieler                                                                                        | 51    |       |
| 22. November | Hermann Simm                              | deutscher Politiker (NPD)                                                                                       | 89    |       |
| 22. November | Sergei Borissowitsch Stetschkin           | russischer Mathematiker                                                                                         | 75    |       |
| 23. November | Louis Malle                               | französischer Filmregisseur, -produzent und Drehbuchautor                                                       | 63    |       |
| 23. November | Bernard M. Oliver                         | US-amerikanischer Wissenschaftler                                                                               | 79    |       |
| 23. November | Käthe Overath                             | deutsche Widerstandskämpferin im Dritten Reich                                                                  | 69    |       |
| 23. November | Anna Sticker                              | deutsche Diakonisse, Pflegehistorikerin                                                                         | 93    |       |
| 23. November | Peter Surava                              | Schweizer Journalist                                                                                            | 83    |       |
| 23. November | Robert-Hermann Tenbrock                   | deutscher Historiker, Autor und Lehrer                                                                          | 87    |       |
| 23. November | Einari Teräsvirta                         | finnischer Turner, Olympiasieger und Architekt                                                                  | 80    |       |
| 23. November | Jr. Walker                                | US-amerikanischer Soul-Saxophonist                                                                              | 64    |       |
| 24. November | Anton Artner                              | kroatischer Trappist                                                                                            | 75    |       |
| 24. November | Nikolai Wladimirowitsch Drosdezki         | russischer Eishockeyspieler                                                                                     | 38    |       |
| 24. November | Dominic Ignatius Ekandem                  | nigerianischer römisch-katholischer Kardinal                                                                    | 78    |       |
| 24. November | Alfred Hager                              | österreichischer Maler und Bildhauer                                                                            | 37    |       |
| 24. November | Jeffrey Lynn                              | US-amerikanischer Schauspieler                                                                                  | 86    |       |
| 24. November | Herbert Meyer                             | deutscher Synchronsprecher und Puppenspieler                                                                    | 87    |       |
| 24. November | Leslie O’Brien, Baron O’Brien of Lothbury | britischer Bankier und Finanzmanager                                                                            | 87    |       |
| 24. November | Paul van de Rovaart                       | niederländischer Hockeyspieler                                                                                  | 91    |       |
| 24. November | Theodor Wieland                           | deutscher Chemiker                                                                                              | 82    |       |
| 24. November | Erich Zimmermann                          | deutscher Bibliothekar                                                                                          | 83    |       |
| 25. November | Paolo Gobetti                             | italienischer Filmjournalist und Dokumentarfilmer                                                               | 69    |       |
| 25. November | Thomas Aage Herz                          | schwedischer Soziologe                                                                                          | 57    |       |
| 25. November | Horst Karasek                             | deutscher Schriftsteller                                                                                        | 56    |       |
| 25. November | Boris Wladimirowitsch Ryzarew             | sowjetischer bzw. russischer Filmregisseur und Drehbuchautor                                                    | 65    |       |
| 25. November | Erich Schellow                            | deutscher Schauspieler                                                                                          | 80    |       |
| 25. November | Richard G. Shoup                          | US-amerikanischer Politiker                                                                                     | 71    |       |
| 25. November | Kurt Wallenfels                           | deutscher Biochemiker                                                                                           | 85    |       |
| 25. November | Wildchild                                 | britischer Musikproduzent                                                                                       |       |       |
| 25. November | Léon Zitrone                              | französischer Moderator                                                                                         | 81    |       |
| 26. November | Maurice Britt                             | US-amerikanischer Politiker                                                                                     | 76    |       |
| 26. November | Wolfgang Diezel                           | deutscher Mediziner und Hochschullehrer                                                                         | 54    |       |
| 26. November | Karl Dimroth                              | deutscher Chemiker und Hochschullehrer                                                                          | 85    |       |
| 26. November | Ull Hohn                                  | deutscher Maler                                                                                                 |       |       |
| 26. November | Bengt Palmquist                           | schwedischer Segler                                                                                             | 72    |       |
| 26. November | Wim Thoelke                               | deutscher Fernsehmoderator                                                                                      | 68    |       |
| 27. November | Jean Lauer                                | französischer Fußballspieler                                                                                    | 79    |       |
| 27. November | Giancarlo Baghetti                        | italienischer Automobilrennfahrer                                                                               | 60    |       |
| 27. November | Armin Bollinger                           | Schweizer Historiker und Schriftsteller                                                                         | 82    |       |
| 27. November | Werner Moring                             | deutscher Skilangläufer                                                                                         | 68    |       |
| 28. November | Grischa Barfuss                           | deutscher Schriftsteller und Theaterleiter                                                                      | 78    |       |
| 28. November | Richard C. Halverson                      | US-amerikanischer Geistlicher der Presbyterian Church, Kaplan des US-Senats                                     |       |       |
| 28. November | Brunhilde Hendrix                         | deutsche Leichtathletin                                                                                         | 57    |       |
| 28. November | Maria Hölters                             | deutsche Politikerin (CDU), MdL                                                                                 | 84    |       |
| 28. November | Sabir Junussowitsch Junussow              | usbekischer Chemiker                                                                                            | 86    |       |
| 28. November | Nora Lee King                             | US-amerikanische Blues- und Jazzsängerin                                                                        | 86    |       |
| 28. November | Hans Philipp Meyer                        | deutscher lutherischer Theologe                                                                                 | 76    |       |
| 28. November | Lydia Roppolt                             | österreichische Malerin                                                                                         | 73    |       |
| 28. November | Roy A. Taylor                             | US-amerikanischer Politiker                                                                                     | 85    |       |
| 29. November | Augusto H. Álvarez                        | mexikanischer Architekt                                                                                         | 80    |       |
| 29. November | Richard Harter Fogle                      | US-amerikanischer Literaturwissenschaftler                                                                      | 84    |       |
| 29. November | João Marcelino                            | portugiesischer Radrennfahrer                                                                                   | 70    |       |
| 29. November | Otto Mathé                                | österreichischer Motorsportler und Erfinder                                                                     | 88    |       |
| 29. November | Margarethe Noé von Nordberg               | österreichische Schauspielerin                                                                                  | 90    |       |
| 29. November | Roger Norman                              | schwedischer Dreispringer                                                                                       | 67    |       |
| 29. November | Wolfgang Taute                            | deutscher Prähistoriker                                                                                         | 61    |       |
| 30. November | Niklaus Aeschbacher                       | Schweizer Dirigent, Pianist, Musikpädagoge und Komponist                                                        | 78    |       |
| 30. November | Vazken Andréassian                        | französischer Ingenieur                                                                                         | 92    |       |
| 30. November | Karl Dittrich                             | österreichischer Unternehmer und Politiker (ÖVP), Abgeordneter zum Nationalrat, Mitglied des Bundesrates        | 67    |       |
| 30. November | Werner Eilitz                             | deutscher Fußballspieler                                                                                        | 72    |       |
| 30. November | Josef Fröhlich                            | österreichischer Schauspieler                                                                                   | 62    |       |
| 30. November | Philip Gerald Givens                      | kanadischer Richter, Abgeordneter und Bürgermeister von Toronto                                                 | 73    |       |
| 30. November | Til Kiwe                                  | deutscher Schauspieler und Synchronsprecher                                                                     | 80    |       |
| 30. November | Fred Krebs                                | britischer Radrennfahrer                                                                                        | 64    |       |
| 30. November | Wim Overgaauw                             | niederländischer Jazz-Gitarrist                                                                                 | 66    |       |
| 30. November | Bruno W. Pantel                           | deutscher Schauspieler, Kabarettist und Synchronsprecher                                                        | 74    |       |
| 30. November | William Roerick                           | US-amerikanischer Schauspieler                                                                                  | 83    |       |
| 30. November | Dinesh Singh                              | indischer Politiker                                                                                             | 70    |       |
| 30. November | Stretch                                   | US-amerikanischer Rapper und Musikproduzent                                                                     | 27    |       |
| November     | Lionel Banes                              | britischer Kameramann                                                                                           | 91    |       |
| November     | Rolf Goldstein                            | deutsch-US-amerikanischer Jazzmusiker                                                                           | 83    |       |
| November     | John D. Guthridge                         | britischer Filmeditor                                                                                           | 83    |       |
| November     | Willi Schuh                               | deutscher Fußballspieler                                                                                        | 73    |       |
| November     | Robert Thomason                           | US-amerikanischer Mathematiker                                                                                  | 42    |       |

## Dezember
| Tag          | Name                                    | Beruf, bekannt als                                                                                              | Alter | Beleg |
| ------------ | --------------------------------------- | --- | ----- | ----- |
| 1. Dezember  | Luigi Giacobbe                          | italienischer Radrennfahrer                                                                                     | 88    |       |
| 1. Dezember  | Maxwell R. Thurman                      | US-amerikanischer General                                                                                       | 64    |       |
| 1. Dezember  | Anton Würz                              | deutscher Komponist und Musikwissenschaftler mit dem Forschungsschwerpunkt Operette                             | 92    |       |
| 2. Dezember  | Robertson Davies                        | kanadischer Schriftsteller, Kritiker, Journalist und Professor                                                  | 82    |       |
| 2. Dezember  | Gustav Haydn                            | deutscher Schneidermeister                                                                                      | 95    |       |
| 2. Dezember  | Hans Köttenstorfer                      | österreichischer Medailleur und Maler                                                                           | 84    |       |
| 2. Dezember  | Gottfried Loher                         | deutscher Landwirt und Politiker (BP), MdL Bayern                                                               | 81    |       |
| 2. Dezember  | Roxie Roker                             | US-amerikanische Schauspielerin                                                                                 | 66    |       |
| 2. Dezember  | Rolf Speckmann                          | deutscher Politiker (FDP), MdBB, Senator in Bremen und Bankkaufmann                                             | 77    |       |
| 2. Dezember  | Maria Telkes                            | ungarische Wissenschaftlerin                                                                                    | 94    |       |
| 2. Dezember  | Ira Wallach                             | US-amerikanischer Drehbuchautor                                                                                 | 82    |       |
| 3. Dezember  | James Colgate Cleveland                 | US-amerikanischer Politiker                                                                                     | 75    |       |
| 3. Dezember  | Mauro Sérgio da Fonseca Costa Couto     | brasilianischer Diplomat                                                                                        | 61    |       |
| 3. Dezember  | Alexander Leonidowitsch Kaidanowski     | russischer Schauspieler                                                                                         | 49    |       |
| 3. Dezember  | Lautaro Murúa                           | argentinischer Schauspieler und Regisseur                                                                       | 69    |       |
| 3. Dezember  | Rodney Paavola                          | US-amerikanischer Eishockeyspieler                                                                              | 56    |       |
| 4. Dezember  | Warren Ambrose                          | US-amerikanischer Mathematiker                                                                                  | 81    |       |
| 4. Dezember  | Giorgio Bocchino                        | italienischer Florettfechter und Olympiasieger                                                                  | 82    |       |
| 4. Dezember  | Petar Gligorovski                       | mazedonischer Maler und Animator                                                                                | 57    |       |
| 4. Dezember  | Rudolf Hruska                           | österreichischer Automobilkonstrukteur                                                                          | 80    |       |
| 4. Dezember  | Gerhard Kade                            | deutscher Wirtschaftswissenschaftler, Agent der DDR-Staatssicherheit                                            | 64    |       |
| 4. Dezember  | Jules Monnerot                          | französischer Philosoph und Soziologe                                                                           | 86    |       |
| 4. Dezember  | Robert Parrish                          | US-amerikanischer Filmregisseur und Filmeditor                                                                  | 79    |       |
| 5. Dezember  | Reiner Bredemeyer                       | deutscher Komponist                                                                                             | 66    |       |
| 5. Dezember  | Lorenzo Camarena                        | mexikanischer Fußballspieler                                                                                    | 94    |       |
| 5. Dezember  | Tibor Diamantstein                      | deutscher Biochemiker und Immunologe                                                                            | 70    |       |
| 5. Dezember  | Charles Evans                           | britischer Bergsteiger und Mediziner                                                                            | 77    |       |
| 5. Dezember  | Gwen Harwood                            | australische Dichterin und Librettistin                                                                         | 75    |       |
| 5. Dezember  | Erhard Heinke                           | deutscher Maler und Grafiker                                                                                    | 87    |       |
| 5. Dezember  | Sighard Kleiner                         | 79. Generalabt des Zisterzienserordens                                                                          | 91    |       |
| 5. Dezember  | Victor Matthews, Baron Matthews         | britischer Unternehmer und Verleger                                                                             | 76    |       |
| 5. Dezember  | Lisa McPherson                          | Scientology-Mitglied                                                                                            | 36    |       |
| 5. Dezember  | Clair Cameron Patterson                 | US-amerikanischer Geochemiker, der das Alter der Erde bestimmte                                                 | 73    |       |
| 5. Dezember  | Keith Runcorn                           | britischer Geophysiker                                                                                          | 73    |       |
| 5. Dezember  | Dmitri Antonowitsch Wolkogonow          | sowjetischer 3-Sterne-General, Philosophieprofessor und Historiker                                              | 67    |       |
| 6. Dezember  | Hans Brugger                            | Schweizer Volkswirt                                                                                             | 90    |       |
| 6. Dezember  | Melvin Kranzberg                        | US-amerikanischer Technikhistoriker                                                                             | 78    |       |
| 6. Dezember  | Hans Rau                                | deutscher Jurist und Politiker (FDP)                                                                            | 70    |       |
| 6. Dezember  | Luis Regueiro                           | spanischer Fußballspieler                                                                                       | 87    |       |
| 6. Dezember  | Pedro Regueiro                          | spanischer Fußballspieler                                                                                       | 89    |       |
| 6. Dezember  | Otto Steiner                            | deutscher Geistlicher, Münchner Sozialpfarrer                                                                   | 78    |       |
| 6. Dezember  | Theo Timmermans                         | niederländischer Fußballspieler                                                                                 | 69    |       |
| 6. Dezember  | Mario Vicini                            | italienischer Radrennfahrer                                                                                     | 82    |       |
| 7. Dezember  | Eberhard Clar                           | österreichischer Geologe und Hochschullehrer                                                                    | 91    |       |
| 7. Dezember  | Kathleen Harrison                       | britische Schauspielerin                                                                                        | 103   |       |
| 7. Dezember  | Johnny Mowers                           | kanadischer Eishockeytorwart                                                                                    | 79    |       |
| 7. Dezember  | Masashi Watanabe                        | japanischer Fußballspieler                                                                                      | 59    |       |
| 8. Dezember  | Arthur Birch                            | australischer organischer Chemiker                                                                              | 80    |       |
| 8. Dezember  | Hans Otto Janssen                       | deutscher Grafiker, Zeichner und Maler                                                                          | 71    |       |
| 8. Dezember  | Robert Manuel                           | französischer Schauspieler und Regisseur                                                                        | 79    |       |
| 8. Dezember  | Maino Neri                              | italienischer Fußballspieler und -trainer                                                                       | 71    |       |
| 9. Dezember  | Toni Cade Bambara                       | US-amerikanische Autorin und Hochschullehrerin                                                                  | 56    |       |
| 9. Dezember  | Mario Brini                             | italienischer Kurienerzbischof der römisch-katholischen Kirche                                                  | 87    |       |
| 9. Dezember  | Pierre-Georges Castex                   | französischer Romanist und Literarhistoriker                                                                    | 80    |       |
| 9. Dezember  | Douglas Corrigan                        | US-amerikanischer Flugpionier                                                                                   | 88    |       |
| 9. Dezember  | Henry Odera Oruka                       | afrikanischer Philosoph                                                                                         | 51    |       |
| 9. Dezember  | Gillian Rose                            | britische Philosophin und Soziologin                                                                            | 48    |       |
| 10. Dezember | Udo Aschenbeck                          | deutscher Schriftsteller, Buchhändler und Sozialpädagoge                                                        | 56    |       |
| 10. Dezember | Alfred Böckmann                         | deutscher Komponist und Hochschullehrer                                                                         | 90    |       |
| 10. Dezember | Franco Bonvicini                        | italienischer Comiczeichner                                                                                     | 54    |       |
| 10. Dezember | Sarvadaman Chowla                       | indischer Mathematiker                                                                                          | 88    |       |
| 10. Dezember | Michel Marret                           | französischer Badmintonspieler                                                                                  | 85    |       |
| 10. Dezember | Rosita Torosh                           | italienische Schauspielerin                                                                                     | 50    |       |
| 10. Dezember | Wilhelm Trüstedt                        | deutscher Jurist, Richter am Bundesgerichtshof                                                                  | 87    |       |
| 10. Dezember | Steven Vajda                            | britischer Mathematiker                                                                                         | 94    |       |
| 11. Dezember | Greg Bahnsen                            | US-amerikanischer Philosoph, Theologe und Autor                                                                 | 47    |       |
| 11. Dezember | Dieter Bänsch                           | deutscher Literaturwissenschaftler                                                                              | 70    |       |
| 11. Dezember | Étienne Becker                          | französischer Kameramann                                                                                        | 59    |       |
| 11. Dezember | Florea Fătu                             | rumänischer Fußballspieler                                                                                      | 71    |       |
| 11. Dezember | Allene R. Jeanes                        | US-amerikanische Chemikerin (Organische Chemie)                                                                 | 89    |       |
| 11. Dezember | Friedrich Kiermeier                     | deutscher Lebensmittelchemiker                                                                                  | 87    |       |
| 11. Dezember | Euan Robertson                          | neuseeländischer Hindernisläufer                                                                                | 47    |       |
| 11. Dezember | Miko Tripalo                            | kroatischer und jugoslawischer Politiker                                                                        | 69    |       |
| 12. Dezember | Roberto Agramonte                       | kubanischer Philosoph und Politiker                                                                             | 91    |       |
| 12. Dezember | Jean-Pierre Bisson                      | französischer Schauspieler                                                                                      | 51    |       |
| 12. Dezember | Caroline Mathilde von Dänemark          | dänische Adelige, Tochter von Prinz Harald von Dänemark                                                         | 83    |       |
| 12. Dezember | Giovanni Giacomazzi                     | italienischer Fußballspieler                                                                                    | 67    |       |
| 12. Dezember | Oles Hontschar                          | ukrainischer Schriftsteller                                                                                     | 77    |       |
| 12. Dezember | David Saul Marshall                     | singapurischer Politiker und Chief Minister Singapurs                                                           | 87    |       |
| 12. Dezember | Herbert Schneider                       | deutscher Politiker (DP, CDU), MdBB, MdB                                                                        | 80    |       |
| 12. Dezember | Homer Thornberry                        | US-amerikanischer Jurist und Politiker                                                                          | 86    |       |
| 13. Dezember | Hubert Bassot                           | französischer Politiker und Schriftsteller                                                                      | 63    |       |
| 13. Dezember | Anatoli Stepanowitsch Djatlow           | sowjetischer stellvertretender Chefingenieur des Kernkraftwerkes Tschernobyl                                    | 64    |       |
| 13. Dezember | Klaus Enderlein                         | deutscher Motorrad-Rennfahrer                                                                                   | 59    |       |
| 13. Dezember | Hans Wysling                            | schweizerischer germanistischer Literaturwissenschaftler und Thomas-Mann-Forscher                               | 69    |       |
| 14. Dezember | Pauline Davis                           | US-amerikanische Politikerin                                                                                    | 78    |       |
| 14. Dezember | Klaus Hartmann                          | deutscher Jurist und Politiker (CSU), MdB                                                                       | 60    |       |
| 14. Dezember | Walter Paetzmann                        | deutscher Kommunalpolitiker (SPD)                                                                               | 52    |       |
| 14. Dezember | Eduardo Simian                          | chilenischer Fußballspieler und Bergbauminister                                                                 | 80    |       |
| 14. Dezember | George Stanley Rushbrooke               | englischer Physiker                                                                                             | 80    |       |
| 15. Dezember | Antoine Beyens                          | belgischer Diplomat                                                                                             | 89    |       |
| 15. Dezember | Kurt Capellmann                         | deutscher Unternehmer und Reitsportfunktionär                                                                   | 72    |       |
| 15. Dezember | Mano Dayak                              | nigrischer politischer Aktivist, Unternehmer und Schriftsteller                                                 |       |       |
| 15. Dezember | Manuel Gutiérrez Mellado                | spanischer Generalleutnant und Politiker (UDC), Vize-Ministerpräsident                                          | 83    |       |
| 15. Dezember | Helga Henselder-Barzel                  | deutsche Politologin                                                                                            | 55    |       |
| 15. Dezember | Emil Jenzer                             | Schweizer Buchdrucker und Schriftsetzer                                                                         | 87    |       |
| 15. Dezember | Miroslav Katětov                        | tschechischer Mathematiker                                                                                      | 77    |       |
| 15. Dezember | Johnny Lytle                            | US-amerikanischer Jazzmusiker                                                                                   | 63    |       |
| 15. Dezember | Jan Říha                                | tschechischer Fußballspieler                                                                                    | 80    |       |
| 15. Dezember | Hans Schmidt                            | deutscher Politiker (SED), Vorsitzender des RdB Cottbus                                                         | 80    |       |
| 15. Dezember | Antanas Mataušas Vaisa                  | litauischer Politiker, Vizeminister                                                                             | 67    |       |
| 16. Dezember | Albert Alberts                          | niederländischer Schriftsteller, Übersetzer und Journalist                                                      | 84    |       |
| 16. Dezember | Édith Bonlieu                           | französische Skirennläuferin                                                                                    | 61    |       |
| 16. Dezember | Hans Joachim Heinrichs                  | deutscher Textdichter, Komponist, Gastspieldirektor und Conferencier                                            | 78    |       |
| 16. Dezember | İhsan Ketin                             | türkischer Geologe                                                                                              | 81    |       |
| 16. Dezember | Adolf Luchner                           | österreichischer Maler, Grafiker und Kunsterzieher                                                              | 69    |       |
| 16. Dezember | Gordon McDonell                         | US-amerikanischer Drehbuchautor                                                                                 | 90    |       |
| 16. Dezember | Johnny Moss                             | US-amerikanischer Pokerspieler                                                                                  | 88    |       |
| 17. Dezember | İsa Yusuf Alptekin                      | uigurischer Politiker                                                                                           | 94    |       |
| 17. Dezember | Hendrikus Berkhof                       | niederländischer Theologe                                                                                       | 81    |       |
| 17. Dezember | Alfred Bula                             | Schweizer Radrennfahrer                                                                                         | 87    |       |
| 17. Dezember | Jakob Halder                            | österreichischer Politiker (ÖVP), Abgeordneter zum Nationalrat                                                  | 72    |       |
| 17. Dezember | Paulus Heinz                            | deutscher Ordensgeistlicher, Abt von Plankstetten                                                               | 81    |       |
| 17. Dezember | Jörg König                              | deutscher Politiker (SPD), MdHB, Finanzsenator in Hamburg (1983–1984)                                           | 52    |       |
| 17. Dezember | Mina Pâslaru                            | rumänische Sängerin und Schauspielerin                                                                          | 43    |       |
| 17. Dezember | Uwe Schmitt                             | deutscher Leichtathlet                                                                                          | 34    |       |
| 17. Dezember | Stefano Sertorelli                      | italienischer Skisportler                                                                                       | 83    |       |
| 18. Dezember | Josef Aschauer                          | deutscher Bergsteiger, Kletterer, Skifahrer, Skispringer, Bergretter                                            | 93    |       |
| 18. Dezember | Joseph Kuo Joshih                       | chinesischer römisch-katholischer Geistlicher                                                                   | 89    |       |
| 18. Dezember | Walter Lewy                             | deutsch-brasilianischer Künstler                                                                                | 90    |       |
| 18. Dezember | Jelena Miroschina                       | russische Wasserspringerin                                                                                      | 21    |       |
| 18. Dezember | Pia Maria Plechl                        | österreichische Journalistin und Publizistin                                                                    | 62    |       |
| 18. Dezember | Nathan Rosen                            | US-amerikanisch-israelischer Physiker                                                                           | 86    |       |
| 18. Dezember | Werner Syring                           | deutscher Fußballspieler                                                                                        | 78    |       |
| 18. Dezember | Ross Thomas                             | US-amerikanischer Schriftsteller                                                                                | 69    |       |
| 18. Dezember | Konrad Zuse                             | deutscher Ingenieur und Computerpionier; Erfinder des ersten funktionstüchtigen Computers                       | 85    |       |
| 19. Dezember | Nita Barrow                             | barbadische Politikerin                                                                                         | 79    |       |
| 19. Dezember | Max Beer                                | Schweizer Leichtathlet                                                                                          | 83    |       |
| 19. Dezember | Friedrich Erbel                         | deutscher Berufsschullehrer, Bremer Bürgerschaftsabgeordneter (CDU), MdBB                                       | 96    |       |
| 19. Dezember | Martin Karsten                          | deutscher Politiker (DDP, CDU)                                                                                  | 104   |       |
| 19. Dezember | Helmut Krauhs                           | österreichischer Künstler                                                                                       | 83    |       |
| 19. Dezember | René Lemoine                            | französischer Fechter                                                                                           | 89    |       |
| 19. Dezember | Angelika Petershagen                    | deutsche Lokalpolitikerin und Autorin, Frau des Kommandanten der Universitätsstadt Greifswald                   | 86    |       |
| 19. Dezember | Henri Virlogeux                         | französischer Schauspieler                                                                                      | 71    |       |
| 19. Dezember | Harold Watkinson, 1. Viscount Watkinson | britischer Politiker (Conservative Party), Mitglied des House of Commons                                        | 85    |       |
| 20. Dezember | Theodor Ballauff                        | deutscher Pädagoge                                                                                              | 84    |       |
| 20. Dezember | Werner Bulst                            | deutscher Jesuit und Theologe                                                                                   | 82    |       |
| 20. Dezember | Mary Dean                               | US-amerikanische Sängerin, Liedtexterin und Filmschauspielerin                                                  | 73    |       |
| 20. Dezember | Adolf Detel                             | deutscher Musikpädagoge und Chorleiter                                                                          | 92    |       |
| 20. Dezember | Alexina Duchamp                         | US-amerikanische Kunsthändlerin und zweite Ehefrau von Marcel Duchamp                                           | 89    |       |
| 20. Dezember | John Jacques, Baron Jacques             | britischer Unternehmer und Politiker                                                                            | 90    |       |
| 20. Dezember | Wilhelm Knigge                          | deutscher antifaschistischer Widerstandskämpfer und kommunistischer Politiker (KPD/SED/PDS), Mitglied der Br... | 89    |       |
| 20. Dezember | Eggy Ley                                | britischer Jazzmusiker und Radioproduzent                                                                       | 67    |       |
| 20. Dezember | Allan Roy Mackintosh                    | britischer Physiker                                                                                             | 59    |       |
| 20. Dezember | Helmut Metzger                          | pfälzischer Mundartdichter                                                                                      | 78    |       |
| 20. Dezember | Martin Remané                           | deutscher Lyriker, Nachdichter und Übersetzer in der DDR                                                        | 94    |       |
| 20. Dezember | Emmanuel Sassen                         | niederländischer Politiker, MdEP und EU-Kommissar                                                               | 84    |       |
| 20. Dezember | Karl-Heinz Schlüter                     | deutscher Pianist                                                                                               | 75    |       |
| 20. Dezember | Madge Sinclair                          | US-amerikanische Film- und Theaterschauspielerin jamaikanischer Herkunft                                        | 57    |       |
| 21. Dezember | Jean Egen                               | elsässischer Journalist und Buchautor                                                                           | 75    |       |
| 21. Dezember | Wolfgang List                           | deutscher Politiker (SPD), MdL Bayern                                                                           | 60    |       |
| 21. Dezember | Bernhard Opfermann                      | deutscher katholischer Pfarrer und Heimatforscher                                                               | 82    |       |
| 21. Dezember | Boris Nikolajewitsch Ponomarjow         | sowjetischer Historiker und Politiker                                                                           | 90    |       |
| 21. Dezember | Franz Samwald                           | österreichischer Politiker (SPÖ), Abgeordneter zum Nationalrat                                                  | 64    |       |
| 21. Dezember | Terada Tōru                             | japanischer Literaturkritiker und Romanist                                                                      | 80    |       |
| 21. Dezember | Carl Unger                              | österreichischer Maler                                                                                          | 80    |       |
| 22. Dezember | Alois Ammerschläger                     | deutscher Unternehmer und Mäzen                                                                                 | 82    |       |
| 22. Dezember | Lawrence Berk                           | US-amerikanischer Musikpädagoge                                                                                 | 87    |       |
| 22. Dezember | William Cottrell                        | US-amerikanischer Drehbuchautor und Regieassistent                                                              | 89    |       |
| 22. Dezember | Carl Göllner                            | rumänischer Historiker und Mitarbeiter des rumänischen Geheimdienstes Securitate                                | 84    |       |
| 22. Dezember | Osvald Käpp                             | estnischer Ringer                                                                                               | 90    |       |
| 22. Dezember | Néstor Luján                            | katalanischer Journalist, Gastronom und Autor                                                                   | 73    |       |
| 22. Dezember | Butterfly McQueen                       | US-amerikanische Schauspielerin                                                                                 | 84    |       |
| 22. Dezember | James Edward Meade                      | britischer Ökonom                                                                                               | 88    |       |
| 22. Dezember | Hisashi Sakaguchi                       | japanischer Manga-Zeichner                                                                                      | 49    |       |
| 22. Dezember | Rafael Villanueva                       | dominikanischer Dirigent                                                                                        | 48    |       |
| 23. Dezember | Effi Effinghausen                       | deutscher Chansonnier, Tangotänzer und Gastronom                                                                | 45    |       |
| 23. Dezember | Patric Knowles                          | britischer Schauspieler                                                                                         | 84    |       |
| 23. Dezember | Allison Miner                           | US-amerikanische Musikmanagerin                                                                                 | 46    |       |
| 23. Dezember | Alberto Quijano Guerrero                | kolumbianischer Schriftsteller                                                                                  | 76    |       |
| 24. Dezember | Martin Achter                           | deutscher katholischer Priester und Prälat                                                                      | 90    |       |
| 24. Dezember | Margaret Harrison                       | britische Violinistin                                                                                           | 96    |       |
| 24. Dezember | Hans Kössel                             | deutscher Molekularbiologe und Hochschullehrer                                                                  | 61    |       |
| 24. Dezember | Kjell Kumlien                           | schwedischer Historiker, Hanseforscher und Hochschullehrer                                                      | 92    |       |
| 24. Dezember | Carlos Lapetra                          | spanischer Fußballspieler                                                                                       | 57    |       |
| 24. Dezember | Fabio Pittorru                          | italienischer Drehbuchautor und Filmregisseur                                                                   | 67    |       |
| 25. Dezember | Frederick J. Becton                     | US-amerikanischer Militär, Konteradmiral der United States Navy                                                 | 87    |       |
| 25. Dezember | Werner de Merode                        | belgischer Diplomat                                                                                             | 81    |       |
| 25. Dezember | Alec Down                               | britischer Archäologe                                                                                           |       |       |
| 25. Dezember | Ferdinand Eckhardt                      | österreichisch-kanadischer Kunsthistoriker                                                                      | 93    |       |
| 25. Dezember | Hermann Herberts                        | deutscher Journalist und Politiker (USPD, SPD), MdB                                                             | 95    |       |
| 25. Dezember | Annelies Kammenhuber                    | deutsche Hethitologin                                                                                           | 73    |       |
| 25. Dezember | Trude Krakauer                          | österreichische Autorin und Übersetzerin                                                                        | 93    |       |
| 25. Dezember | Emmanuel Levinas                        | französischer Philosoph                                                                                         | 89    |       |
| 25. Dezember | Marijan Lipovšek                        | jugoslawischer bzw. slowenischer Komponist                                                                      | 85    |       |
| 25. Dezember | Dean Martin                             | US-amerikanischer Sänger, Schauspieler und Entertainer                                                          | 78    |       |
| 25. Dezember | Herta Pammer                            | österreichische Vorsitzende der Katholischen Frauenbewegung Österreichs                                         | 90    |       |
| 25. Dezember | Víctor Peralta                          | argentinischer Boxer                                                                                            | 87    |       |
| 25. Dezember | Nicolas Slonimsky                       | US-amerikanischer Komponist und Musikwissenschaftler                                                            | 101   |       |
| 26. Dezember | Hüsamettin Böke                         | türkischer Fußballtorhüter                                                                                      | 85    |       |
| 26. Dezember | Paul Hofer                              | Schweizer Kunsthistoriker, der sich auf Architektur- und Städtebaugeschichte spezialisierte                     | 86    |       |
| 26. Dezember | Willi Mallon                            | deutscher Tischtennisspieler                                                                                    |       |       |
| 26. Dezember | Jules Mathé                             | ungarisch-französischer Fußballspieler                                                                          | 80    |       |
| 26. Dezember | Ángel Sauce                             | venezolanischer Geiger, Dirigent, Chorleiter und Komponist                                                      | 84    |       |
| 27. Dezember | René Adriaenssens                       | belgischer Radrennfahrer                                                                                        | 74    |       |
| 27. Dezember | Hans Altermann                          | deutscher Politiker (DVU), MdBB                                                                                 | 69    |       |
| 27. Dezember | Ferdinand Auth                          | deutscher Politiker (SPD), MdL                                                                                  | 81    |       |
| 27. Dezember | Genrich Gasparjan                       | sowjetischer Schachmeister und Studienkomponist                                                                 | 85    |       |
| 27. Dezember | Boris Wladimirowitsch Gnedenko          | russischer Mathematiker                                                                                         | 83    |       |
| 27. Dezember | Olaf Groehler                           | deutscher Militärhistoriker                                                                                     | 60    |       |
| 27. Dezember | Winslow Hall                            | US-amerikanischer Ruderer                                                                                       | 83    |       |
| 27. Dezember | Albert Sydney Herlong junior            | US-amerikanischer Politiker                                                                                     | 86    |       |
| 27. Dezember | Oldřich Hlavsa                          | tschechischer Typograf, Buchgestalter und Schriftsteller                                                        | 86    |       |
| 27. Dezember | Leo Normet                              | estnischer Komponist                                                                                            | 73    |       |
| 27. Dezember | Enzo Serafin                            | italienischer Kameramann                                                                                        | 83    |       |
| 27. Dezember | Siegfried Wölffling                     | deutscher Orientarchäologe und Kulturhistoriker                                                                 | 67    |       |
| 28. Dezember | Madeleine Barot                         | französische ökumenische Persönlichkeit                                                                         | 86    |       |
| 28. Dezember | Virginius Dabney                        | US-amerikanischer Schriftsteller, Journalist und Herausgeber                                                    | 94    |       |
| 28. Dezember | Gerhard Glawischnig                     | österreichischer evangelischer Pfarrer und Kärntner Mundartdichter                                              | 89    |       |
| 28. Dezember | Tibor Karny                             | österreichischer Politiker (SPÖ), Mitglied des Bundesrates                                                      | 73    |       |
| 28. Dezember | Walther Killy                           | deutscher Germanist, Literaturwissenschaftler                                                                   | 78    |       |
| 28. Dezember | Michel Michelet                         | russischstämmiger Filmkomponist in Frankreich, Italien, Deutschland und den USA                                 | 101   |       |
| 28. Dezember | Heinz Oeser                             | deutscher Röntgenologe, Strahlentherapeut                                                                       | 85    |       |
| 28. Dezember | Albert Siebenhüter                      | deutscher Ordensgeistlicher, Abt des Stiftes Lambach                                                            | 82    |       |
| 28. Dezember | Badruddin Tyabji                        | indischer Diplomat                                                                                              | 88    |       |
| 29. Dezember | Lionel Benhamou                         | französischer Jazz-Gitarrist                                                                                    | 39    |       |
| 29. Dezember | Nello Celio                             | Schweizer Politiker (FDP)                                                                                       | 81    |       |
| 29. Dezember | Shura Cherkassky                        | US-amerikanisch-britischer Pianist                                                                              | 86    |       |
| 29. Dezember | Harold Collison, Baron Collison         | britischer Politiker und Gewerkschaftsfunktionär                                                                | 86    |       |
| 29. Dezember | Curt Cüppers                            | deutscher Mediziner                                                                                             | 85    |       |
| 29. Dezember | Arthur Epperlein                        | deutscher Autor und Cartoonist                                                                                  | 76    |       |
| 29. Dezember | Lita Grey                               | US-amerikanische Schauspielerin                                                                                 | 87    |       |
| 29. Dezember | Wolfgang Gronen                         | deutscher Journalist, Radsportfunktionär und Radrennfahrer                                                      | 79    |       |
| 29. Dezember | Hans Henkemans                          | niederländischer Pianist, Komponist und Psychotherapeut                                                         | 82    |       |
| 29. Dezember | Richard Langeheine                      | deutscher Jurist, Verwaltungsbeamter und Politiker (NSDAP, DP, GDP, CDU), MdL                                   | 95    |       |
| 29. Dezember | Wolfgang Pietzsch                       | deutscher Großmeister im Schach                                                                                 | 65    |       |
| 29. Dezember | Tonio Riedl                             | österreichischer Bühnen-, Film- und Fernsehschauspieler                                                         | 89    |       |
| 30. Dezember | Hubert Sandor Clompe                    | rumänischer Skispringer                                                                                         | 85    |       |
| 30. Dezember | Ralph Flanagan                          | US-amerikanischer Pianist, Komponist, Arrangeur und Bandleader                                                  | 81    |       |
| 30. Dezember | Doris Grau                              | US-amerikanische Schauspielerin, Synchronsprecherin und Script Supervisor                                       | 71    |       |
| 30. Dezember | Heiner Müller                           | deutscher Dramatiker, Schriftsteller, Regisseur und Intendant                                                   | 66    |       |
| 30. Dezember | Werner Schwenzfeier                     | deutscher Fußballspieler und -trainer                                                                           | 70    |       |
| 30. Dezember | Leo Soekoto                             | indonesischer Ordensgeistlicher, Erzbischof von Jakarta                                                         | 75    |       |
| 30. Dezember | Katarina Taikon                         | schwedische Autorin und Schauspielerin vom Volk der Roma                                                        | 63    |       |
| 31. Dezember | Paul Commer                             | deutscher Maler                                                                                                 | 88    |       |
| 31. Dezember | Fritz Eckhardt                          | österreichischer Schauspieler, Autor und Regisseur                                                              | 88    |       |
| 31. Dezember | August Finke                            | deutscher Politiker (SRP), MdL                                                                                  | 89    |       |
| 31. Dezember | Eduardo Hernández Moncada               | mexikanischer Komponist, Pianist und Dirigent                                                                   | 96    |       |
| 31. Dezember | Wilfried Joest                          | deutscher Theologe und Professor                                                                                | 81    |       |
| 31. Dezember | Aleksi Matschawariani                   | georgischer Komponist                                                                                           | 82    |       |
| 31. Dezember | Elisabeth Pinajeff                      | russische Schauspielerin                                                                                        | 95    |       |
| 31. Dezember | Karl Rappan                             | österreichisch-schweizerischer Fußballspieler und Fußballtrainer                                                | 90    |       |
| 31. Dezember | Winfried Remy                           | deutscher Paläobotaniker                                                                                        | 71    |       |
| 31. Dezember | Haluk Tezonar                           | türkischer Bildhauer                                                                                            |       |       |
| 31. Dezember | Bernhard Wehner                         | deutscher Kriminalrat, SS-Hauptsturmführer und Spiegel-Autor                                                    | 86    |       |